# Seaside (Kalifornia)
Seaside, wcześniej East Monterey – miasto w Stanach Zjednoczonych, w stanie Kalifornia, w hrabstwie Monterey. Jest siedzibą California State University, Monterey Bay (CSUMB) i Monterey College of Law, które znajdują się na terenie dawnej bazy wojskowej Fort Ord.

## Geografia
Według United States Census Bureau, miasto ma łączną powierzchnię 9,4 mil kwadratowych (24 km²), z czego 9,2 mil kwadratowych (24 km²) to ląd, a 0,1 mil kwadratowych (0,26 km²) (1,48%). to woda.

## Historia
Seaside, zwane wówczas East Monterey, zostało założone w 1888 roku przez dr J.L.D. Robertsa. Poczta Seaside została otwarta w 1891 roku.

## Edukacja
California State University, Monterey Bay znajduje się w Seaside w pobliżu Fort Ord i jest drugim najnowszym kampusem po CSU Channel Islands. Seaside jest także domem dla Monterey College of Law, prywatnej szkoły prawniczej. Monterey Peninsula College ma centrum szkoleniowe bezpieczeństwa publicznego w Seaside, które obejmuje akademię straży pożarnej i policji.

## Scribble Hill
Scribble Hill (znane również jako „Message Mountain”) jest częścią popkultury Seaside. Jest to duża wydma w pobliżu skrzyżowania Fremont Blvd i State Route 1, technicznie w Sand City, ale w sąsiedztwie Seaside High School. Jest to popularne miejsce na pisanie wiadomości urodzinowych, oświadczyn i gratulacji. Wiele osób wspina się na niego 4 lipca, aby obejrzeć fajerwerki. Jest również znany jako „The Big Dune”, „The Dune”, „The Big Sand Hill” lub „The Sand Board”

## Znani ludzie
- Tony Curtis - zawodowy piłkarz,
- Herman Edwards - trener piłki nożnej,
- Mason Foster - zawodowy piłkarz,
- Charlie Harraway - zawodowy piłkarz,
- Melvin T.Mason - radny miejski i kandydat na prezydenta z 1984 r. (SPR)